# 让-克洛德·奥尔里
让-克洛德·奥尔里（法語：Jean-Claude Olry，1949年12月28日—），法国男子皮划艇运动员。他曾代表法国参加1972年夏季奥林匹克运动会皮划艇比赛，获得一枚铜牌。

## 家庭
哥哥让-路易·奥尔里。